# Municipio de Wilburn ((Kansas)
El municipio de Wilburn (en inglés: Wilburn Township) es un municipio ubicado en el condado de Ford en el estado estadounidense de Kansas. En el año 2010 tenía una población de 91 habitantes y una densidad poblacional de 0,49 personas por km².

## Geografía
El municipio de Wilburn se encuentra ubicado en las coordenadas 37°31′5″N 100°6′24″O / 37.51806, -100.10667. Según la Oficina del Censo de los Estados Unidos, el municipio tiene una superficie total de 187.55 km², de la cual 187,55 km² corresponden a tierra firme y (0 %) 0 km² es agua.

## Demografía
Según el censo de 2010, había 91 personas residiendo en el municipio de Wilburn. La densidad de población era de 0,49 hab./km². De los 91 habitantes, el municipio de Wilburn estaba compuesto por el 90,11 % blancos, el 3,3 % eran afroamericanos, el 1,1 % eran amerindios, el 3,3 % eran de otras razas y el 2,2 % eran de una mezcla de razas. Del total de la población el 17,58 % eran hispanos o latinos de cualquier raza.